# Синдром Шарля Бонне
Синдро́м Ша́рля Бонне́ (англ. Charles Bonnet syndrome (CBS); також — синдром візуально реалізованих галюцинацій англ. Visual release hallucinations) — стан пацієнта із серйозними розладами зору, при якому він бачить галюцинації. Вперше його описав швейцарський натураліст Шарль Бонне у 1760 році.

## Історичні відомості
Шарль Бонне вперше спостерігав та описав цей синдром у XVIII столітті. Галюцинації були у його дідуся — Шарля Люллена. Той переніс операцію з видалення катаракти, після якої майже осліпнув. І у 1759 році (через 12 років після операції) в нього почалися зорові галюцинації, які він охоче описував онукові.
Перша з них — носовичок у повітрі. Великий блакитний носовичок з чотирма помаранчевими колами. Він зрозумів, що це галюцинація, через ірреальність побаченого. Також він спостерігав велике колесо на горизонті. Але іноді Люллен не був упевнений, бачить він зараз галюцинацію чи ні, тому що галюцинації могли підходити до зорового контексту. Одного разу його прийшли відвідати онуки. Він запитав: «Хто ці красиві юнаки поруч з вами?». Вони відповіли: «На жаль, дідусю, з нами немає красивих юнаків». І тоді образи юнаків зникли.
Шарль Люллен бачив різноманітні геометричні фігури, пейзажі, будинки, людей тощо. Одного разу він побачив чоловіка в халаті, який курив люльку, і зрозумів, що це він сам. Це єдиний персонаж галюцинацій, якого він впізнав.
Сам Шарль Бонне в останні роки життя також захворів на свій синдром.

## Поширеність
Серед літніх людей з істотними розладами зору поширеність синдрому Шарля Бонне, з різних джерел, становить 10-15 %. Неможливо точно підрахувати поширеність захворювання, позаяк багато людей, які на нього страждають, занадто налякані, що їх вважатимуть психічно-хворими, і не розповідають лікарям про свої видіння.

## Причини
До галюцинозу Шарля Бонне схильні люди з погіршеним зором. Зокрема причинами занепаду зору можуть стати: макулярна дегенерація, глаукома, катаракта, двобічне ушкодження зорового нерва через отруєння метанолом, пухлини в потиличній корі головного мозку тощо. По мірі того, як людина втрачає зір, зоровий відділ кори головного мозку більше не отримує вхідних сигналів. Він стає гіперактивним і збудливим та починає мимоволі запускатися. Внаслідок цього й з'являються найрізноманітніші галюцинації. Що саме людина побачить у своїх видіннях залежить від того, які групи нейронів самоактивуються. Описані випадки появи синдрому в дітей 6-8 років.

## Характеристика
У психічно здорових людей із серйозними порушеннями зорової системи з'являються галюцинації різних рівнів складності: від простих геометричних фігур до досить деталізованих галюцинацій з предметами та людьми. Серед галюцинацій найчастішими є образи людей, а також спотворені обличчя (з гіпертрофовано великими зубами чи очима). Одна з наступних за поширеністю ознак — мультфільми (вони прозорі і накривають поле зору, як екран). Люди, схильні до цього захворювання, розуміють, що їхні видіння не реальні і є тільки зоровими, тобто не зачіпають інші системи органів чуття. Зазвичай, такі галюцинації з'являються і зникають раптово, і так само блискавично заміняють одна одну.
Галюцинації Шарля Бонне не спрямовані на хворого, що є їхньою основною відмінною рисою від галюцинацій психотичного характеру.

## Прогноз
На сьогоднішній день не існує ефективного лікування синдрому Шарля Бонне. Зазвичай галюцинації пропадають самостійно через рік чи півтора, але термін може бути різним для кожної людини. Існують деякі дії, здатні зупиняти галюцинації. Образи іноді зникають, якщо закрити очі або покліпати віями.